# Hyperdrive
Hyperdrive – brytyjski sitcom w konwencji science-fiction, emitowany po raz pierwszy w latach 2006-2007 na antenie BBC Two. Wyprodukowano 12 odcinków podzielonych na dwie serie. Autorami scenariusza byli Kevin Cecil i Andy Riley, zaś reżyserem wszystkich odcinków John Henderson.

## Opis fabuły
Akcja serialu rozgrywa się w 2151 roku. Ziemianie już od dłuższego czasu utrzymują stosunki z licznymi rasami inteligentnych istot pozaziemskich, choć występują między nimi duże różnice wyglądu, kultury, tradycji itd. Głównymi bohaterami serialu są członkowie załogi statku kosmicznego HMS Camden Lock, którego zadaniem jest - jak głosi czołówka serialu - "ochrona brytyjskich interesów w zmieniającej się galaktyce". 

## Główna obsada
- Nick Frost jako komandor Mike Henderson, dowódca statku
- Kevin Eldon jako Eduardo York, pierwszy oficer
- Miranda Hart jako Chloe Teal, oficer ds. dyplomacji
- Stephen Evans jako Dave Vine, nawigator
- Dan Antopolski jako Karl Jeffers, oficer techniczny
- Petra Massey jako Sandstrom, kobieta-cyborg kierująca systemami statku
- Maggie Service jako głosy komputerów i urządzeń pokładowych

## Produkcja i emisja
Serial był produkcją własną BBC, przy jego realizacji nie korzystano z usług żadnej zewnętrznej firmy producenckiej, zatrudniono jedynie specjalistyczne firmy zajmujące się efektami wizualnymi i specjalnymi, a także charakteryzacją i projektami postaci kosmitów. Tytuły robocze serialu brzmiały Lepus, a następnie Full Power. W fabule serialu można dostrzec odniesienia do architektury współczesnego Londynu. Camden Lock - nazwa serialowego statku kosmicznego - to w rzeczywistości śluza wodna na terenie London Borough of Camden. Z kolei wygląd zewnętrzny statku wzorowany jest na londyńskiej wieży transmisyjnej BT Tower. 
Premiera serialu miała miejsce 11 stycznia 2006, emisja serii pierwszej trwała do 14 lutego 2006. Druga seria była emitowana od 12 lipca do 16 sierpnia 2007 roku. 